# Rudauli
Rudauli is een stad en gemeente in het district Ayodhya van de Indiase staat Uttar Pradesh.

## Demografie
Volgens de Indiase volkstelling van 2001 wonen er 36.804 mensen in Rudauli, waarvan 52% mannelijk en 48% vrouwelijk is. De plaats heeft een alfabetiseringsgraad van 47%.